# Байбурин, Габдулла Гиндуллович
Габдулла Гиндуллович Байбурин (баш. Ғабдулла Ғиндулла улы Байбурин, тат. Габдулла Гыйндулла улы Байбурин; 1925—1994) — башкирский и татарский писатель и переводчик, драматург, журналист. Член Союза писателей Башкирской АССР (1963). Заслуженный работник культуры РСФСР (1985).

## Биография
Байбурин Габдулла Гиндуллович родился 1 марта 1925 года в селе Сафарово Уфимского кантона Башкирской АССР (ныне Чишминского района Башкортостана). Происходил из темниковских татар - Бейбериных. Потомки которых ныне живут в Чишминском районе Башкирии и Касимовском районе Рязанской области.
В 1943—1945 гг. принимал участие в Великой Отечественной войне. Был ранен при освобождении Венгрии от фашистских захватчиков.
В 1952 году окончил Башкирский педагогический институт имени К. А. Тимирязева (ныне Уфимский университет науки и технологий).
С 1952 года работал учителем в школе города Октябрьский.
В 1954—1958 гг. года являлся заведующим отделом журнала «Пионер».
В 1958—1968 гг. заведовал отделом художественной литературы в Башкирском книжном издательстве.
В 1970 году окончил Высшие литературные курсы при Литературном институте имени М. Горького.
В 1971—1975 гг. являлся заместителем главного редактора Башкирского книжного издательства.

## Творческая деятельность
Начал публиковаться в 1942 году. В 1959 году была издана первая книга Габдуллы Байбурина под названием «Яҙғы күкрәү» («Весенний гром»).
В 1975 году вышел поэтический сборник «Үтеп барышлай» («По дороге жизни»), который был посвящён тематики любви и дружбы. В сборники «Бер телем икмәк» (1972; «Ломтик хлеба»), «Ҡарлуғастар оса» (1975; «Летают ласточки»), «Әфлисун» (1982; «Апельсин») были включены повести и рассказы, которые поднимают проблемы взаимоотношения человека с окружающей средой. В произведениях для детей «Күк толпар» (1960; «Крылатый конь»), «Зәңгәр күбәләк» (1961; «Синяя бабочка») Габдулла Байбурни продолжает тему по проблеме защиты окружающей среды и бережного отношения к природе. На основе сказки в стихах «Дедушка Завтра» («Иртэгэ бабай», 1966) был создан диафильм для детей.
В сборнике стихов и поэм «Весенний гром» («Язгы кэкрэу», 1959) Габдулла Байбурин описывает борьбу советских воинов за освобождение Венгрии от фашизма.
Габдулла Байбурин является автором сборников «Встреча в песне» («Йырза осрашыу», 1963), «Поэма и стихи» («Поэма hэм шигырзар», 1968), «По пути» («Yтеп барышлай», 1975), а также пьес — «Тал бөгөлә» (1967; «Ива клонится»), «Аҡ ҡоҙғон» (1971; «Белый ворон»), «Зәңгәр юлдар» (1979; «Голубые дороги») и других.
Некоторые рассказы писателя переведены на русский и другие языки. В свою очередь Байбуриным были осуществлены переводы на башкирский язык рассказов Я. Гашека, К. Д. Ушинского, стихотворений Ш. Петефи. Является составителем сборников переведённых на башкирский язык произведений украинских и казахских писателей, 6 выпусков альманаха «Йәш көстәр» (1959—64; «Молодые силы») и антологии «Башҡорт хикәйәләре» (1974; "Башкирские рассказы) и других.

## Семья
Сын — Наиль (1956—2015), — театральный художник и режиссёр, сценограф, драматург, живописец, художник ассамбляжа и инсталляции.

## Книги
- Ландыш сәскәһе. Хикәйәләр. Өфө, 1968.
- Ҡояш һәм кеше. Повесть, хикәйәләр, иҫтәлектәр. Өфө, 1985.
- Киске моңдар. Шиғырҙар. Өфө, 1988.
- Соловьиная песня. Поэмы и стихи. Уфа, 1965.
- Иремель выше Альп. Повесть, рассказы. М., 1982.

## Память
- Одна из улиц села Сафарово носит имя писателя.
- На стене школы с. Сафарово установлена мемориальная доска в честь Габдуллы Байбурина.
- На доме, в котором писатель жил с в 1972-1994 годах, установлены памятные доски.